# Saint-Lon-les-Mines
Saint-Lon-les-Mines (Sent Lon, en occitan) est une commune française située dans le département des Landes en région Nouvelle-Aquitaine.
Le gentilé est Saint-Lonnais.

## Géographie

### Localisation
Commune située dans le pays d'Orthe.

### Communes limitrophes
Les communes limitrophes sont Bélus, Cagnotte, Heugas, Orist, Orthevielle, Port-de-Lanne, Saint-Étienne-d'Orthe et Siest.
| Orist                                      | Siest               | Heugas   |
| Saint-Étienne-d'Orthe (par un quadripoint) | Saint-Lon-les-Mines | Cagnotte |
| Port-de-Lanne                              | Orthevielle         | Bélus    |

### Hydrographie
Le Bassecq, affluent gauche du Luy, traverse les terres de la commune, tout comme le ruisseau de Lespontès, tributaire gauche de l'Adour.

### Climat
Pour des articles plus généraux, voir Climat de la Nouvelle-Aquitaine et Climat des Landes.
Historiquement, la commune est exposée à un micro climat océanique basque.  
En 2020, Météo-France publie une typologie des climats de la France métropolitaine dans laquelle la commune est exposée à un climat océanique et est dans la région climatique  Pyrénées atlantiques, caractérisée par une pluviométrie élevée (>1 200 mm/an) en toutes saisons, des hiver très doux (7,5 °C en plaine) et des vents faibles.
Pour la période 1971-2000, la température annuelle moyenne est de 13,5 °C, avec une amplitude thermique annuelle de 13,5 °C. Le cumul annuel moyen de précipitations est de 1 298 mm, avec 12,9 jours de précipitations en janvier et 7,8 jours en juillet. Pour la période 1991-2020, la température moyenne annuelle observée sur la station météorologique la plus proche, située sur la commune de Dax à 12 km à vol d'oiseau, est de 14,5 °C et le cumul annuel moyen de précipitations est de 1 155,2 mm,. Pour l'avenir, les paramètres climatiques de la commune estimés pour 2050 selon différents scénarios d’émission de gaz à effet de serre sont consultables sur un site dédié publié par Météo-France en novembre 2022.

## Urbanisme

### Typologie
Au 1er janvier 2024, Saint-Lon-les-Mines est catégorisée commune rurale à habitat dispersé, selon la nouvelle grille communale de densité à sept niveaux définie par l'Insee en 2022.
Elle est située hors unité urbaine. Par ailleurs la commune fait partie de l'aire d'attraction de Dax, dont elle est une commune de la couronne,. Cette aire, qui regroupe 60 communes, est catégorisée dans les aires de 50 000 à moins de 200 000 habitants,.

### Occupation des sols

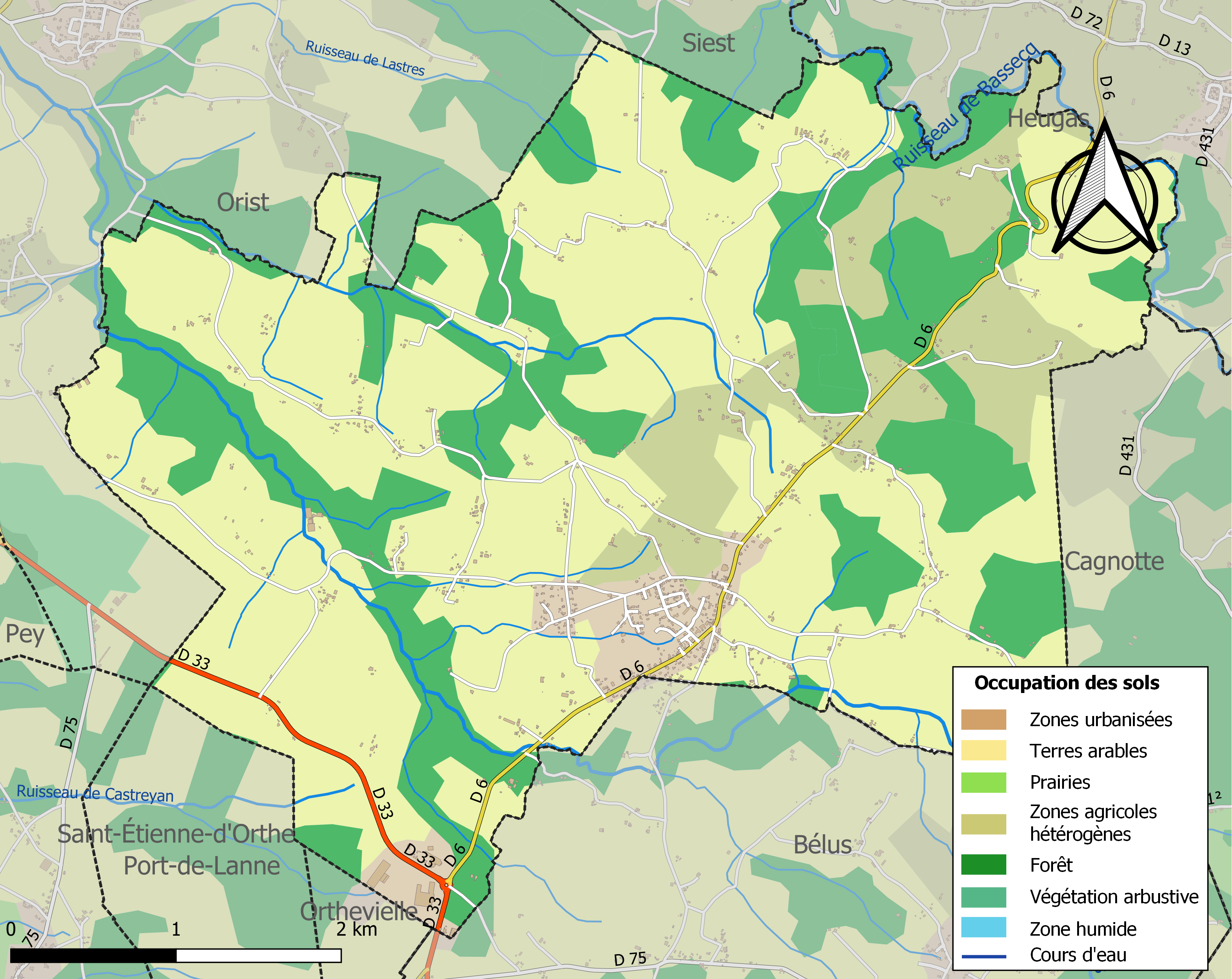
Carte des infrastructures et de l'occupation des sols de la commune en 2018 (CLC).

L'occupation des sols de la commune, telle qu'elle ressort de la base de données européenne d’occupation biophysique des sols Corine Land Cover (CLC), est marquée par l'importance des territoires agricoles (70,8 % en 2018), en diminution par rapport à 1990 (73,4 %). La répartition détaillée en 2018 est la suivante : 
terres arables (60,3 %), forêts (25,2 %), zones agricoles hétérogènes (10,5 %), zones urbanisées (3 %), zones industrielles ou commerciales et réseaux de communication (1 %). L'évolution de l’occupation des sols de la commune et de ses infrastructures peut être observée sur les différentes représentations cartographiques du territoire : la carte de Cassini (XVIIIe siècle), la carte d'état-major (1820-1866) et les cartes ou photos aériennes de l'IGN pour la période actuelle (1950 à aujourd'hui).

### Risques majeurs
Le territoire de la commune de Saint-Lon-les-Mines est vulnérable à différents aléas naturels : météorologiques (tempête, orage, neige, grand froid, canicule ou sécheresse), mouvements de terrains et séisme (sismicité modérée). Il est également exposé à un risque particulier : le risque de radon. Un site publié par le BRGM permet d'évaluer simplement et rapidement les risques d'un bien localisé soit par son adresse soit par le numéro de sa parcelle.

#### Risques naturels
Les mouvements de terrains susceptibles de se produire sur la commune sont des tassements différentiels.

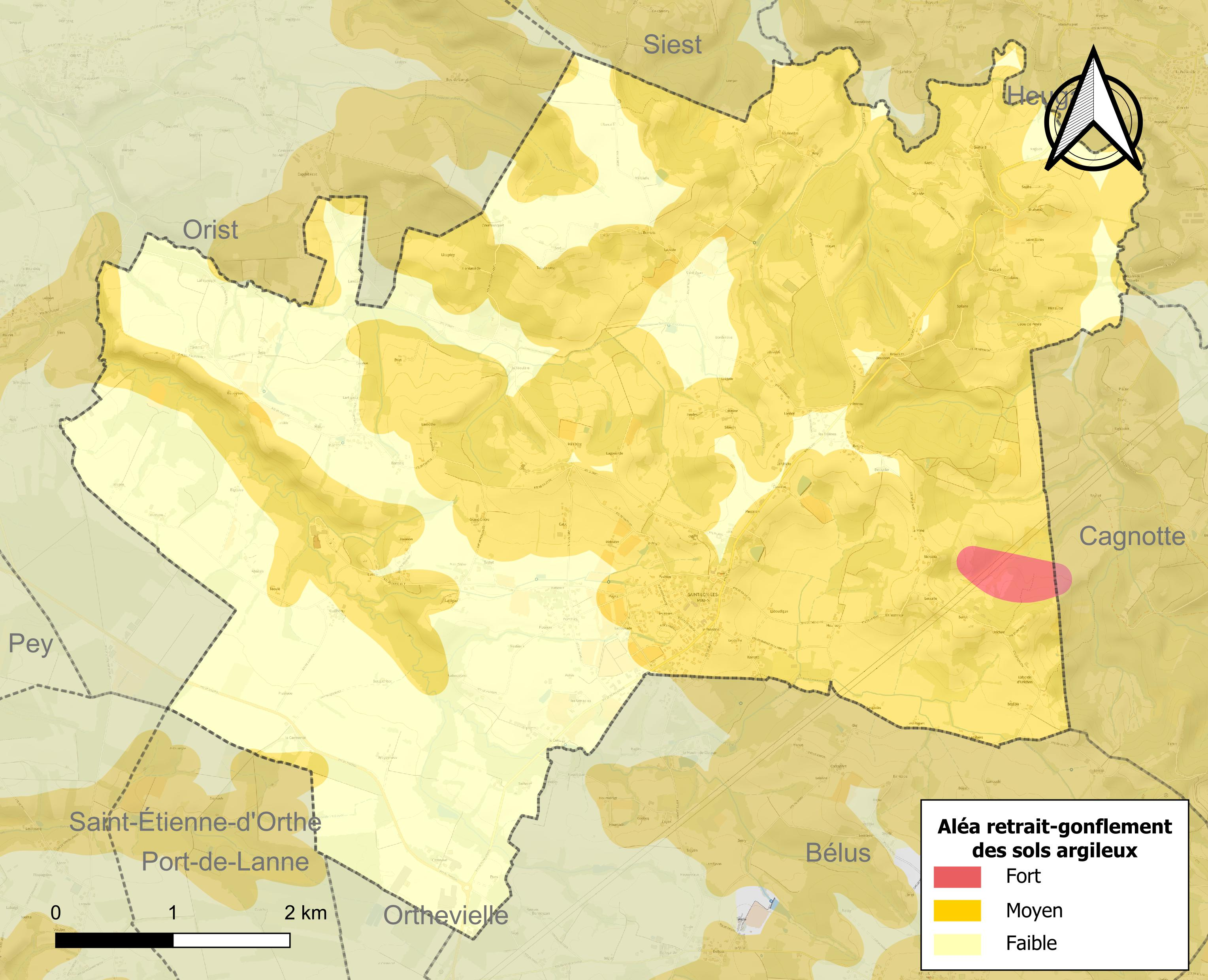
Carte des zones d'aléa retrait-gonflement des sols argileux de Saint-Lon-les-Mines.

Le retrait-gonflement des sols argileux est susceptible d'engendrer des dommages importants aux bâtiments en cas d’alternance de périodes de sécheresse et de pluie. 64,3 % de la superficie communale est en aléa moyen ou fort (19,2 % au niveau départemental et 48,5 % au niveau national). Sur les 495 bâtiments dénombrés sur la commune en 2019,  330 sont en aléa moyen ou fort, soit 67 %, à comparer aux 17 % au niveau départemental et 54 % au niveau national. Une cartographie de l'exposition du territoire national au retrait gonflement des sols argileux est disponible sur le site du BRGM,.
La commune a été reconnue en état de catastrophe naturelle au titre des dommages causés par les inondations et coulées de boue survenues en 1988, 1990, 1993, 1999, 2009 et 2018, par la sécheresse en 1989 et 2003 et par des mouvements de terrain en 1999 et 2018.

#### Risque particulier
Dans plusieurs parties du territoire national, le radon, accumulé dans certains logements ou autres locaux, peut constituer une source significative d’exposition de la population aux rayonnements ionisants. Selon la classification de 2018, la commune de Saint-Lon-les-Mines est classée en zone 2, à savoir zone à potentiel radon faible mais sur lesquelles des facteurs géologiques particuliers peuvent faciliter le transfert du radon vers les bâtiments.

## Toponymie
Avant le 12 août 1918, la commune s'appelait Saint-Léon d’Orthe ou encore Saint-Lon d’Orthe.
Son nom occitan gascon est Sent Lon.

## Histoire
Entre le XVIIIe siècle et 1949, un gisement de lignite (charbon) a été exploité dans la commune de Saint-Lon, ce qui lui a donné son nom actuel.

La mine de lignite.
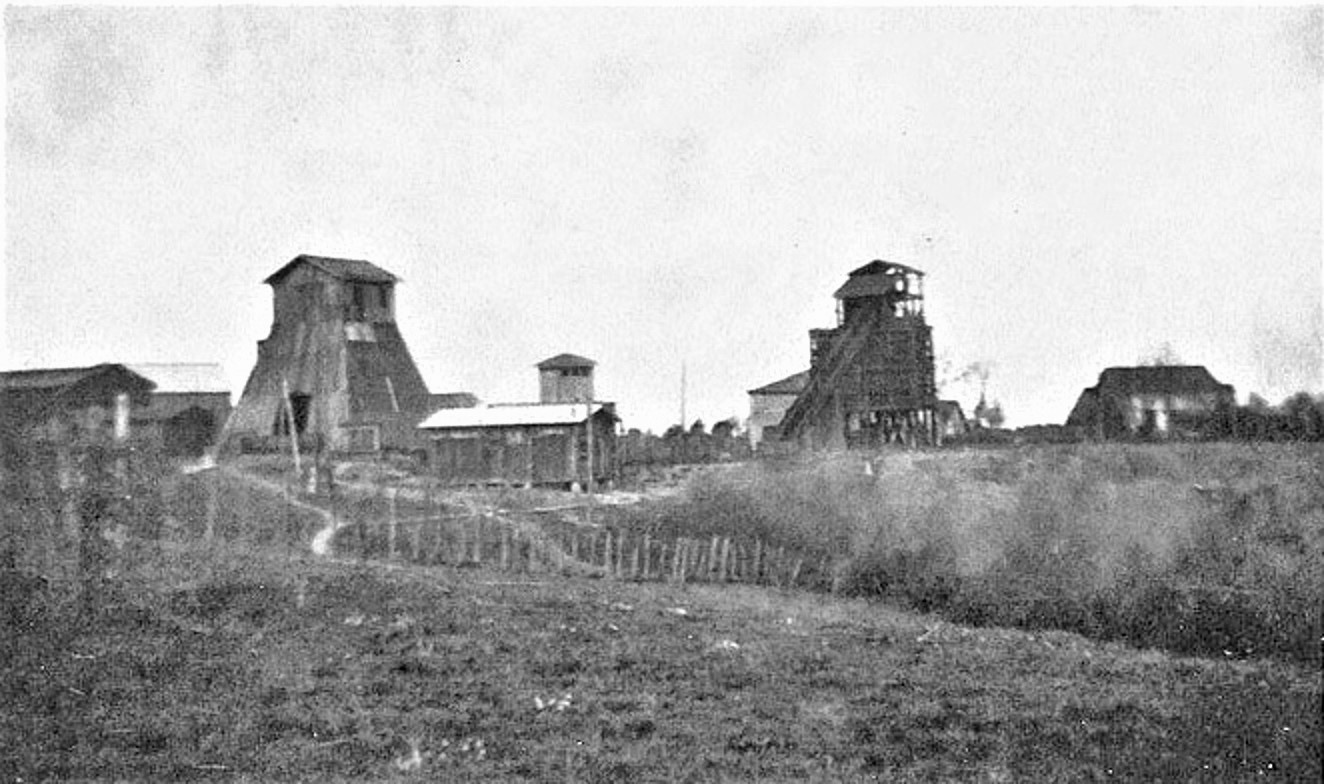
Dans les années 1930.
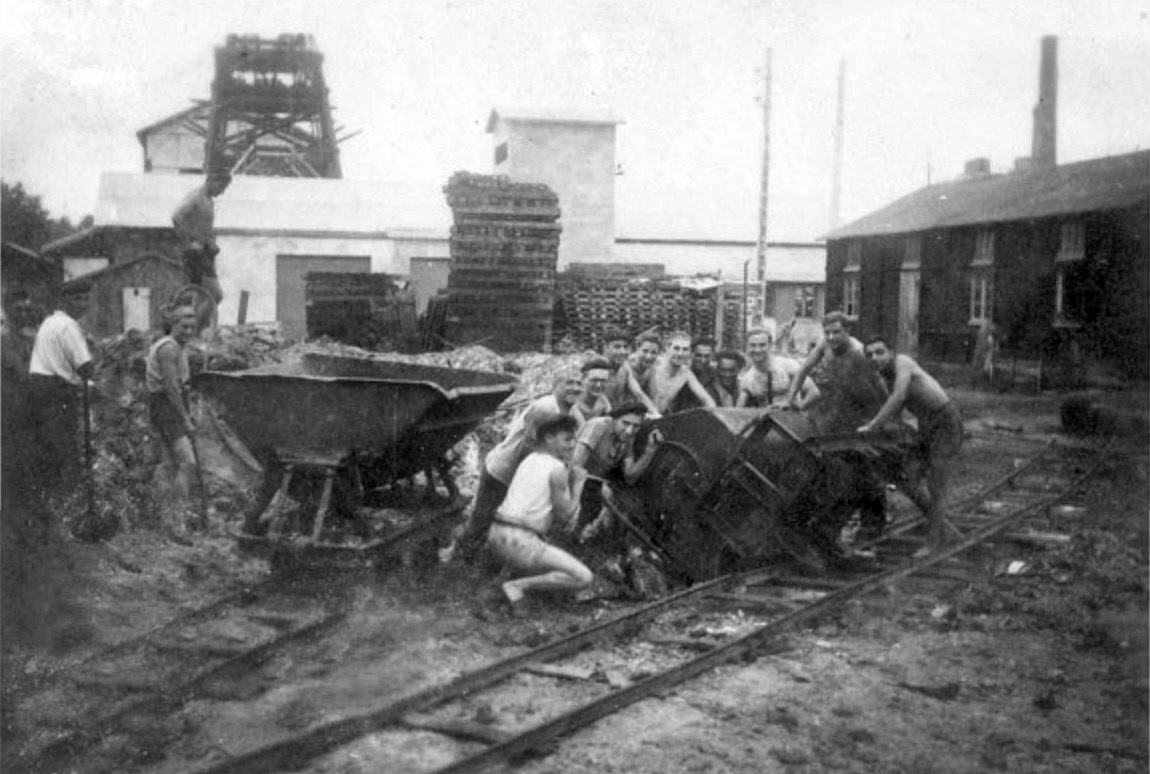
Sous l'Occupation.

## Politique et administration
| Période                                  | Période  | Identité          | Étiquette | Qualité                                                                |
| ---------------------------------------- | -------- | ----------------- | --------- | ---------------------------------------------------------------------- |
|                                          | 1977     | Pierre Labadie    | PS        |                                                                        |
| mars 1977                                | 2001     | Alain Siberchicot | PS        | Conseiller général du canton de Peyrehorade (1979-2004)                |
| mars 2001                                | 2008     | Josiane Houret    | PS        |                                                                        |
| mars 2008                                | En cours | Roger Larrodé     | PCF       | Agent de maîtrise territorial Président du syndicat mixte du Bas Adour |
| Les données manquantes sont à compléter. |          |                   |           |                                                                        |

## Démographie
| 1793 | 1800 | 1806 | 1821  | 1831  | 1836  | 1841  | 1846  | 1851  |
| ---- | ---- | ---- | ----- | ----- | ----- | ----- | ----- | ----- |
| 890  | 721  | 970  | 1 129 | 1 196 | 1 229 | 1 244 | 1 244 | 1 224 |

| 1856  | 1861  | 1866  | 1872  | 1876  | 1881  | 1886  | 1891  | 1896  |
| ----- | ----- | ----- | ----- | ----- | ----- | ----- | ----- | ----- |
| 1 208 | 1 150 | 1 163 | 1 105 | 1 131 | 1 135 | 1 064 | 1 062 | 1 091 |

| 1901  | 1906  | 1911  | 1921  | 1926 | 1931 | 1936 | 1946 | 1954 |
| ----- | ----- | ----- | ----- | ---- | ---- | ---- | ---- | ---- |
| 1 072 | 1 046 | 1 065 | 1 047 | 953  | 907  | 886  | 857  | 848  |

| 1962 | 1968 | 1975 | 1982 | 1990 | 1999 | 2006  | 2007  | 2012  |
| ---- | ---- | ---- | ---- | ---- | ---- | ----- | ----- | ----- |
| 841  | 809  | 803  | 804  | 877  | 905  | 1 098 | 1 125 | 1 166 |

| 2017  | 2022  | - | - | - | - | - | - | - |
| ----- | ----- | - | - | - | - | - | - | - |
| 1 208 | 1 242 | - | - | - | - | - | - | - |

## Lieux et monuments

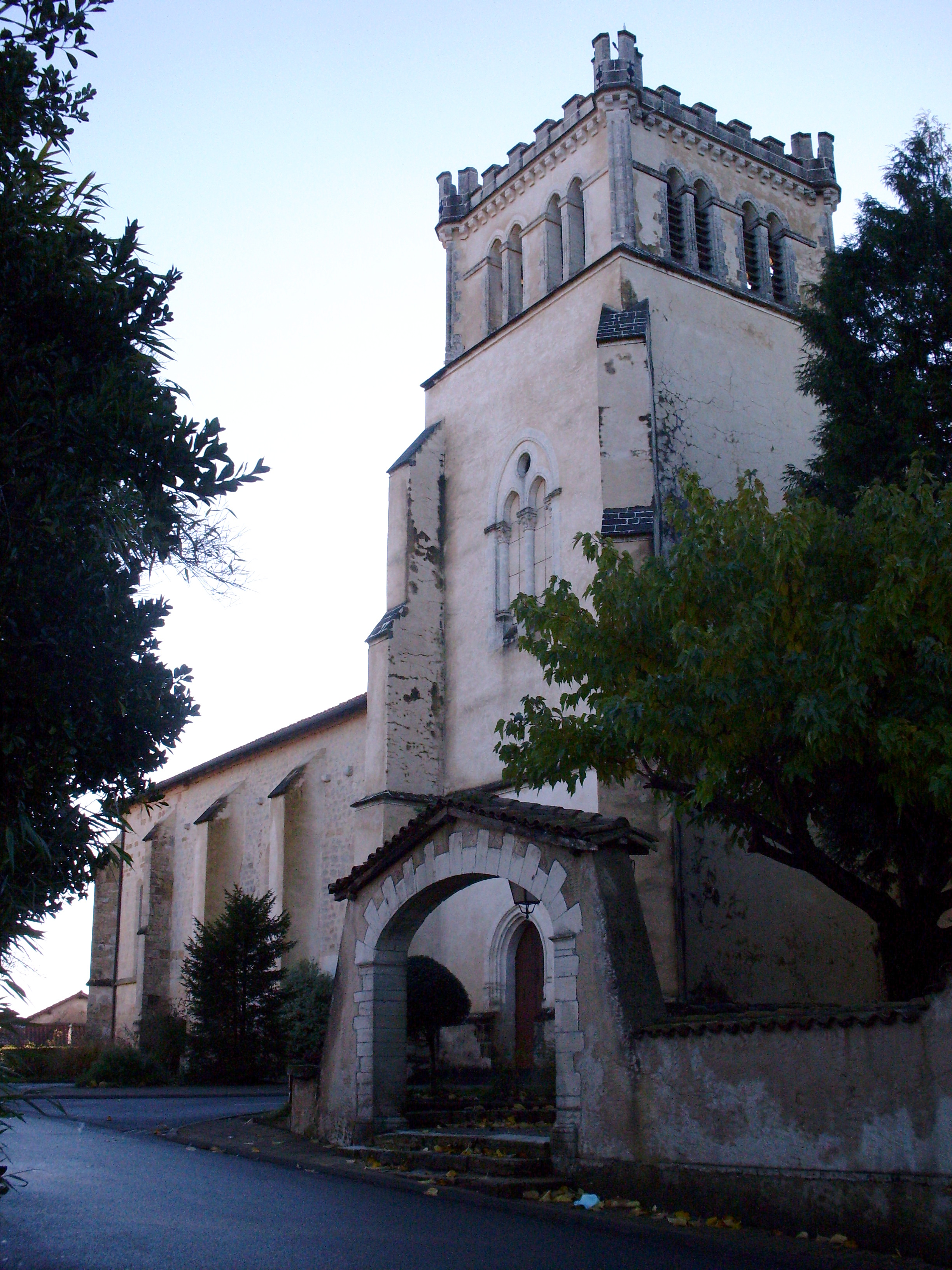
L'église.

- Église Saint-Barthélemy-et-Saint-Léon de Saint-Lon-les-Mines, XIIIe siècle, clocher terrasse remanié au XIXe siècle.
- Le château Le Prada.
- Le château Monbet.
- Des maisons landaises.
- Musée de la mine et des vestiges miniers[22].

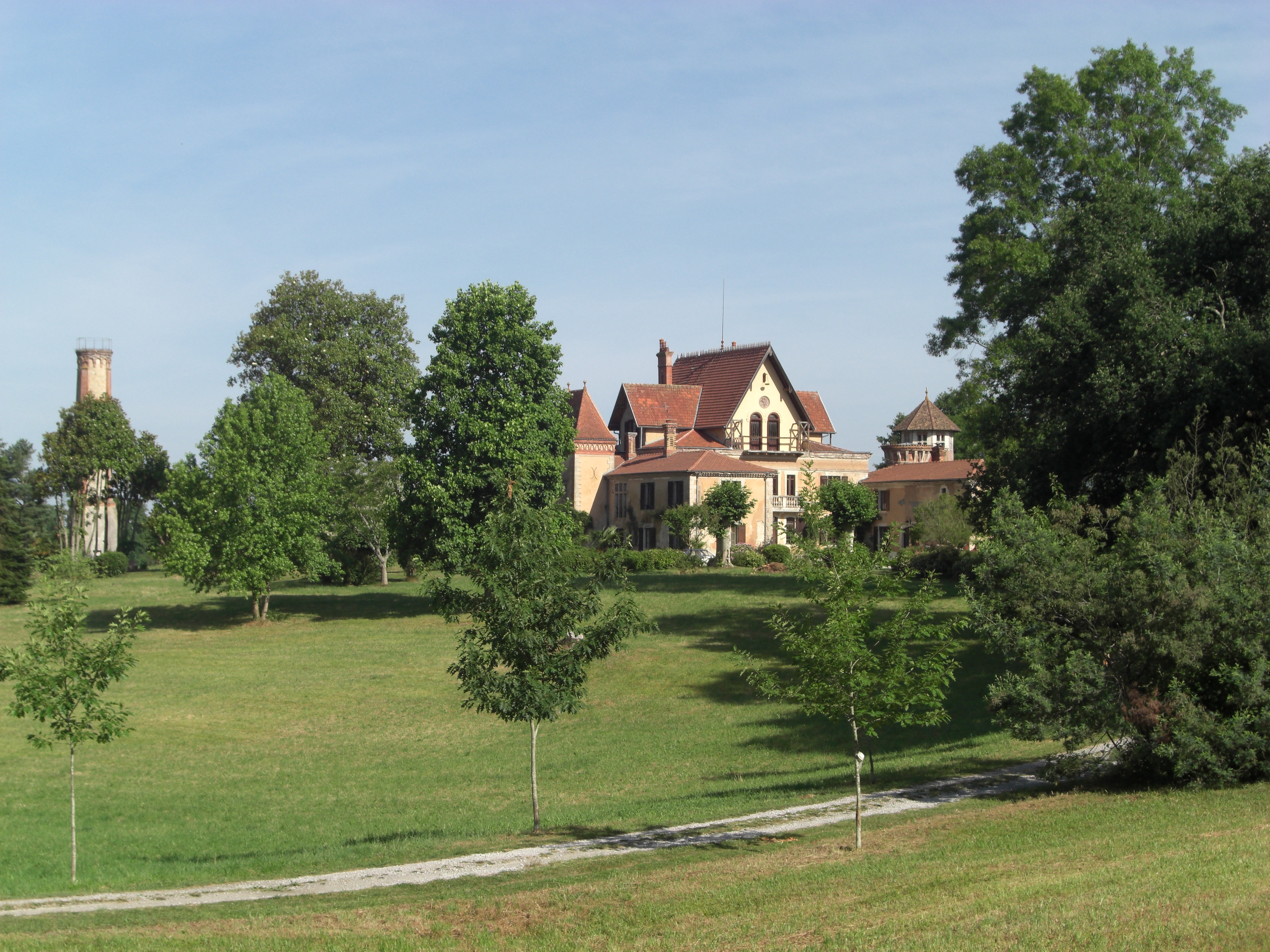
Château Le Prada.
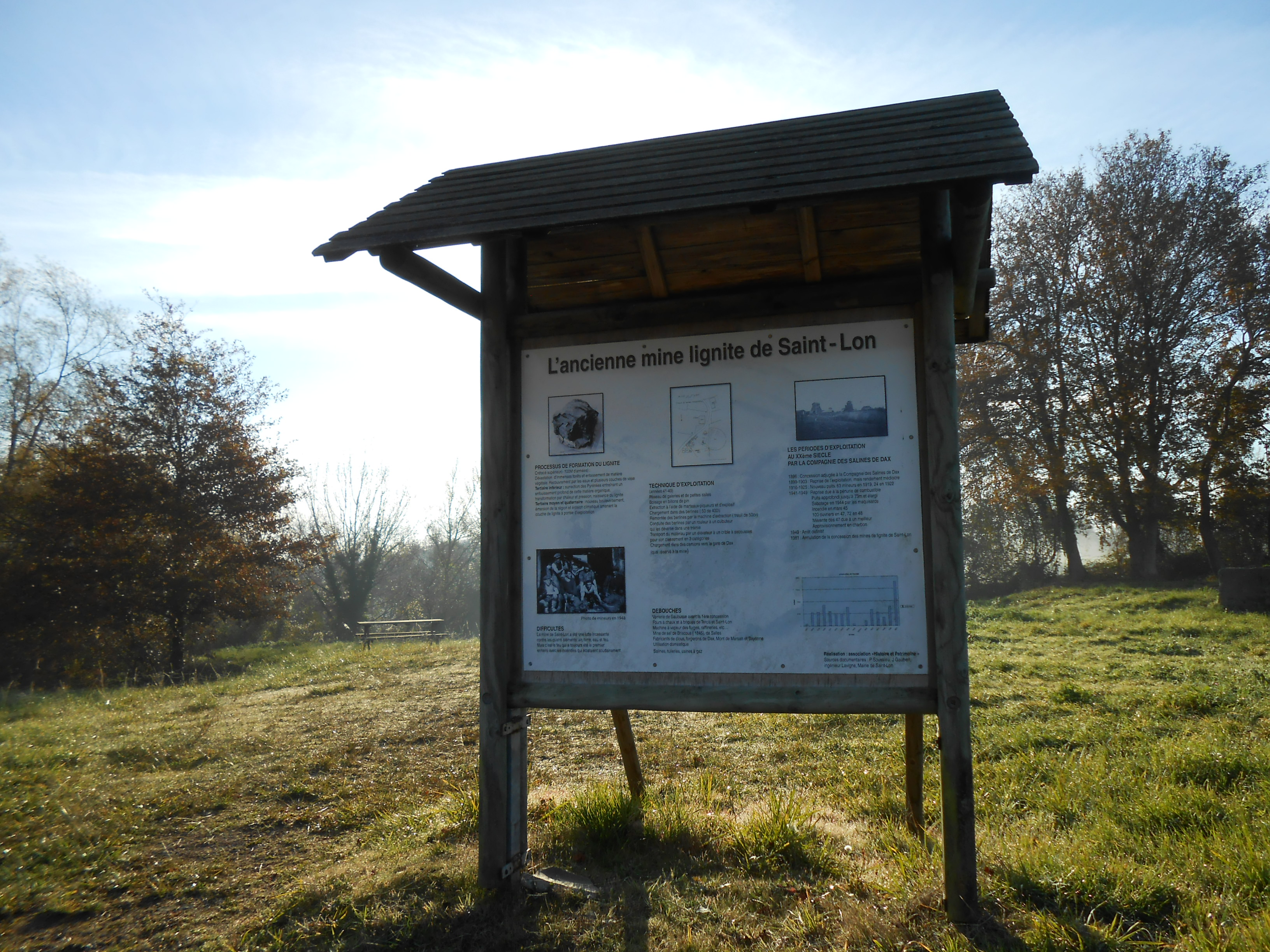
Panneau d'information sur le lieu de l'ancienne mine de lignite.

## Personnalités liées à la commune
- Roger Ducos (1747-1816) habita le domaine de Tachoires qui est situé dans la commune.

## Vie pratique

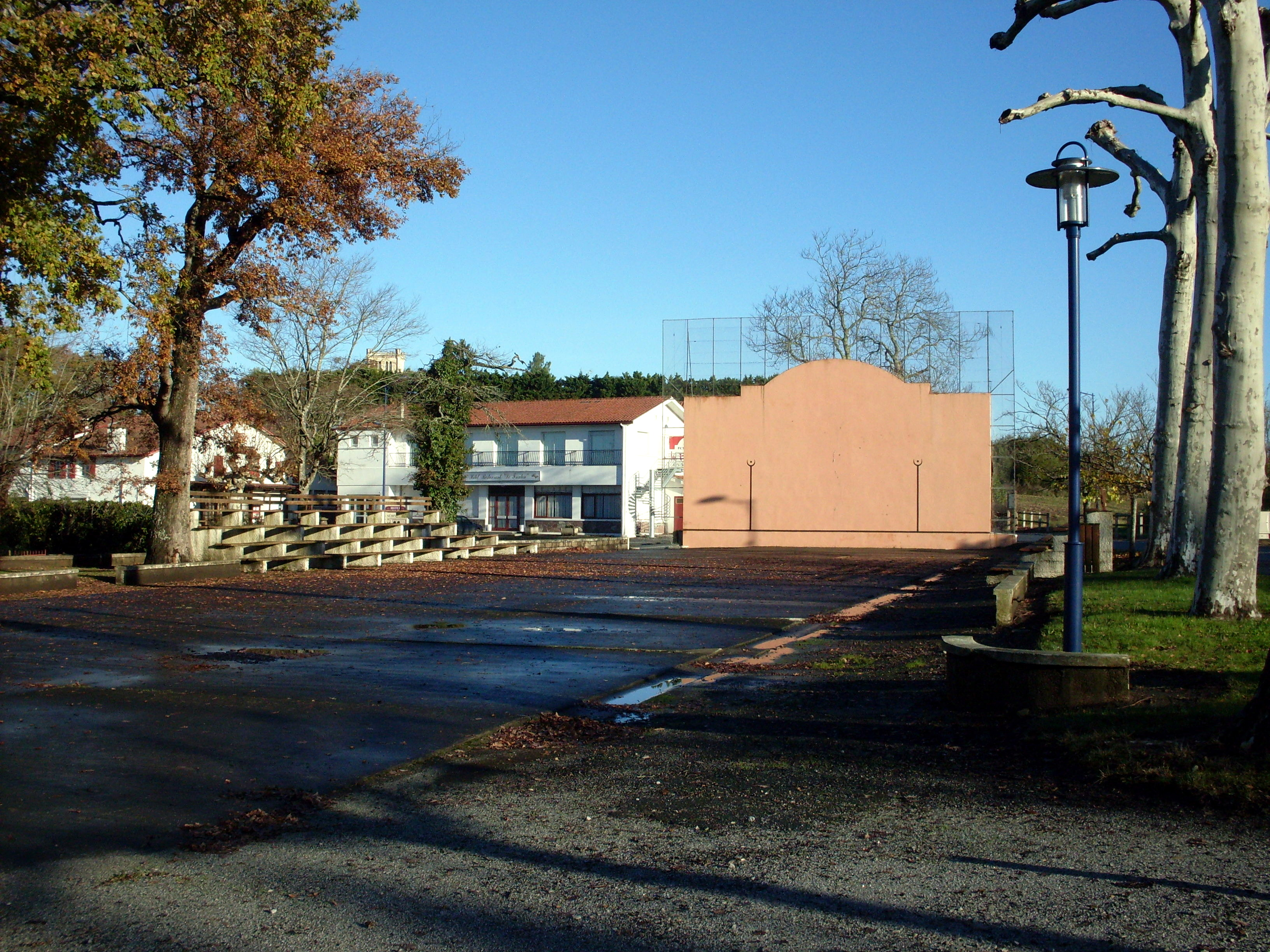
Le terrain de pelote basque.

### Enseignement
La commune a une école maternelle et primaire publique. Elle a aussi une école maternelle/primaire privée , l'école Notre-Dame.